# Raktár-háborúk
A Raktár-háborúk egy 2010-ben kezdődött amerikai dokumentum-reality tévésorozat. Az epizódok lejárt bérleti idejű, gazdátlanná vált raktárfülkék tartalmának árverés útján való értékesítéséről szólnak. A sorozatot Magyarországon a Discovery Channel  sugározta. Jelenleg a History Channel és az Ozone TV sugározza. A sorozatot 2012-ben jelölték a TV Guide Award Favourite Guilty Pleaseure (Legkedveltebb bűnös élvezet) díjára.

## A műsor leírása
Amerikában, ahogy a világ más helyein, köztük Magyarországon is, rengeteg közraktár található, ahol bérleti díj ellenében különféle nagyságú tárolófülkéket lehet igénybe venni. Amennyiben a bérleti díjat nem fizetik tovább, a raktár tartalmát a tulajdonosok nem viszik el, valamint nem lehet velük kapcsolatba lépni, és a türelmi idő lejárt, a törvény által szigorúan meghatározott várakozási idő után a raktárak tartalmát nyílt árverésen értékesíteni lehet, ezután az eredeti tulajdonos már semmiféle igénnyel nem léphet fel. 
Az efféle árveréseken való felvásárlás, majd továbbértékesítés sokak számára fő megélhetési forrás, árverésről árverésre vándorolnak. Ilyen hivatásos felvásárlók munkájáról, a licitálásokról szól a Raktár-háborúk című tévésorozat.  
Az árverések pontosan meghatározott szabályok szerint zajlanak. Az árverésre bocsátott raktár a licitálók előtt felnyitásra kerül, kívülről belenézhetnek, elemlámpával bevilágíthatnak, de benyúlni azonnali  kitiltás terhe mellett tilos, így szinte látatlanban, néhány másodperc alatt kell eldönteni, érdemes-e licitálni a sokszor letakart, alig látható tárgyakra. 
Az árverést a kikiáltó vezeti. Az egymást többnyire jól ismerő licitálók között olykor komoly harc dúl, gyakori a taktikázás, a másik licitáló pénzének vásárlási szándék nélküli megcsapolása az ár felverése által. Olykor kisebb dulakodásra is sor kerülhet, ilyenkor a kikiáltó tartja a rendet, akár az árverés azonnali felfüggesztése útján. A megnyert raktárakat azonnal és készpénzben kell kifizetni, utána lehet bemenni. A raktár kirakodása után derül ki, hogy értékre vagy limlomra licitált a nyertes. A talált cikkeket azonnal el kell szállítani, lomokat otthagyni tilos. Amennyiben illegális termék van a raktárban, az kártalanítás nélkül elkobzásra kerül. 
A műsor valódi raktárvadászokkal készül, különösen sikeres vagy különösen sikertelen, olykor humoros, bizarr, vagy éppen veszélyes árveréseket mutat be. Többnyire követi a talált árucikkek értékbecslésének és eladásának történetét is.

## Vélemények
A műsor hat évet és 137 elkészült részt figyelembe véve igen sikeres. Több kritikai vélemény szerint megszépíti a valóságot, úgy állítva be, mintha minden raktárban komoly értéket találnának, ezzel szemben a raktárak nagyobb része piaci szempontból értéktelen dolgokat tartalmaz. A műsor csak a legsikeresebb, vagy legmeghökkentőbb licitálásokat mutatja be, egyes vélemények szerint az aukciók alapja ugyan valódi, de azokat dramatizált formában, utóbb veszik fel. A műsorból kitett egyik szereplő szerint az aukciók ugyan valódiak, de a raktárak tartalmát a műsorkészítők korábban megváltoztatják, így a műsor egészét manipulálják.  

## A licitálók
- Dave Hester „The Mogul”
- Barry Weiss „The Collector”
- Darell/Brandon Sheets „The Gamblers”
- Jarrod Schulz & Brandi Passante „The Young Guns”
- Ivy Calvin „The King”
- Mark Balelo „Rico Suave”
- Rene/Casey Nezhoda „The Bargain Hunters”
- Mark/Matt Harris „The Harris Brothers”
- Nabila Haniss, Herb Brown & Mike Karlinger és Jeff Jarred

## A kikiáltók
- Dan/Laura Dotson
- Johan/Earl Graham

Főcímdal: Money Owns This Town, előadója: Andy Kubyszewski